# Cathédrale de Jesi
La cathédrale de Jesi est une église catholique romaine de Jesi, en Italie. Il s'agit de la cathédrale du diocèse de Jesi.